# Durazno (departamento)
Durazno é um departamento do Uruguai, sua capital é a cidade de Durazno. Está localizado na região central do país. A palavra Durazno
significa o nome da fruta pêssego, na língua espanhola, língua falada no Uruguai, como resultado da sua colonização realizada pelos espanhóis.

## História
O departamento foi fundado no ano de 1822 com o nome de Entre Ríos Yí y Negro, denominação que em 1830 mudou para Durazno, a mesma da capital. O nome Durazno é devido a um solitário pessegueiro (em castelhano: duraznero), que crescia no local da atual cidade de Durazno.

## Economia
A economia de Durazno depende largamente da agricultura, cultivo de cereais, girassol e linho, do agroturismo e da pecuária, criação de gado bovino e ovino.
Possui duas usinas hidrelétricas no rio Negro, em Rincón de Baygorria e Rincón del Bonete.

## Geografia
Durazno possui área total de 11.643 km², correspondente a 6,64% da área total do Uruguai.
Os principais rios são o Negro que faz a divisa de Durazno com o departamento de Tacuarembó, ao norte, e o rio Yí, afluente do rio Negro, que faz a divisa com os departamentos de Flores e Florido, no sul.
No relevo destacam-se a Depressão General de Durazno e as planícies aluviais do rio Negro no norte e do rio Yí no sul.

### Limites
- Río Negro a oeste;
- Flores e sudoeste;
- Tacuarembó ao norte;
- Florida ao sul;
- Cerro Largo e Treinta y Tres a leste.

## Demografia
De acordo com o censo de 2004, Durazno possuía 58.859 habitantes, correspondente a 1,82% da população total do Uruguai. Para cada 100 mulheres existiam 100,3 homens.
- taxa de crescimento populacional: 0,050%
- taxa de natalidade: 17,47 nascimentos por mil habitantes;
- taxa de mortalidade: 9,15 mortes por mil habitantes;
- média de de idade: 30,3 anos (29,8 homens e 31,0 mulheres)
- expectativa de vida no nascimento: 75,81 anos
  - homens: 72,20 anos
  - mulheres: 79,56 anos
- tamanho médio familiar: 2,63 filhos por mulher
- renda per capita urbana (cidades de 5.000 habitantes ou mais): 5.199,60 pesos uruguaios/mês

## Principais centros urbanos
Cidades e povoados com 1.000 habitantes ou mais (censo de 2004):
| Cidades/povoados | população |
| ---------------- | --------- |
| Blanquillo       | 1.162     |
| Carlos Reyles    | 1.039     |
| Centenario       | 1.038     |
| Cerro Chato      | 1.099     |
| Carmen           | 2.661     |
| Durazno          | 33.576    |
| La Paloma        | 1.547     |
| Santa Bernardina | 1.333     |
| Sarandí del Yí   | 7.289     |

## Pessoas famosas
- Juan José de Amézaga deputado pelo departmento no início do século XX, posteriormente Presidente do Uruguai de 1943 a 1947.

- Santiago Bordaberry, de uma proeminente família de políticos, é notável ativista em questões rurais em Durazno.